# Llista de topònims de Llançà
Llista de topònims (noms propis de lloc) del municipi de Llançà, a l'Alt Empordà
Informació actualitzada per un bot. Els canvis manuals es perdran quan s'actualitzi!

## búnquer
| imatge | Nom                      | Ubicat a | instància de | Detalls                     | coordenades                                       | Protecció                                  | Commons (més fotos)     | Dades a WD                    |
| ------ | ------------------------ | -------- | ------------ | --------------------------- | ------------------------------------------------- | ------------------------------------------ | ----------------------- | ----------------------------- |
|        | casamates d'en Palomeres | Llançà   | búnquer      | Estil: arquitectura popular | 42° 20′ 56″ N, 3° 06′ 56″ E / 42.3489°N,3.11566°E | bé integrant del patrimoni cultural català |                         | Modifica les dades a Wikidata |
|        | casamates del Castellar  | Llançà   | búnquer      | Estil: arquitectura popular | 42° 22′ 23″ N, 3° 09′ 52″ E / 42.3731°N,3.16437°E | bé integrant del patrimoni cultural català | Casamates del Castellar | Modifica les dades a Wikidata |

## cabana
| imatge | Nom                                  | Ubicat a | instància de | Detalls                     | coordenades                                                         | Protecció                                  | Commons (més fotos) | Dades a WD                    |
| ------ | ------------------------------------ | -------- | ------------ | --------------------------- | ------------------------------------------------------------------- | ------------------------------------------ | ------------------- | ----------------------------- |
|        | barraca del Coll de la Serra         | Llançà   | cabana       |                             | 42° 22′ 45″ N, 3° 04′ 50″ E / 42.379065762967°N,3.08055945763911°E  |                                            |                     | Modifica les dades a Wikidata |
|        | barraca entre Venturer i el Ximbalar | Llançà   | cabana       | Estil: arquitectura popular | 42° 21′ 19″ N, 3° 08′ 36″ E / 42.3554°N,3.14338°E                   | bé integrant del patrimoni cultural català |                     | Modifica les dades a Wikidata |
|        | corral d'en Badosa                   | Llançà   | cabana       |                             | 42° 21′ 08″ N, 3° 06′ 22″ E / 42.3521706901491°N,3.10621736793245°E |                                            |                     | Modifica les dades a Wikidata |
|        | corral de Baix                       | Llançà   | cabana       |                             | 42° 22′ 24″ N, 3° 05′ 34″ E / 42.3732204783817°N,3.09291657040824°E |                                            |                     | Modifica les dades a Wikidata |

## casa
| imatge | Nom                              | Ubicat a | instància de | Detalls                                             | coordenades                                                            | Protecció                                  | Commons (més fotos)               | Dades a WD                    |
| ------ | -------------------------------- | -------- | ------------ | --------------------------------------------------- | ---------------------------------------------------------------------- | ------------------------------------------ | --------------------------------- | ----------------------------- |
|        | Casa a l'avinguda Europa, 34     | Llançà   | casa         | Estil: arquitectura popular                         | 42° 21′ 56″ N, 3° 09′ 16″ E / 42.365523°N,3.154543°E                   | bé integrant del patrimoni cultural català | Casa a l'avinguda Europa, 34      | Modifica les dades a Wikidata |
|        | casa Marly                       | Llançà   | casa         | Arquitecte: Ramon Puig i Gairalt Estil: noucentisme | 42° 21′ 49″ N, 3° 09′ 16″ E / 42.3637°N,3.15449°E ca:Rafael Estela, 18 | bé integrant del patrimoni cultural català | Casa Marly                        | Modifica les dades a Wikidata |
|        | casa a la plaça Major, 6         | Llançà   | casa         | Estil: arquitectura popular                         | 42° 21′ 47″ N, 3° 09′ 08″ E / 42.363126°N,3.15215°E                    | bé integrant del patrimoni cultural català | Casa a la plaça Major, 6 (Llançà) | Modifica les dades a Wikidata |
|        | casa al Carrer Cabrafiga, 1      | Llançà   | casa         | Estil: arquitectura popular                         | 42° 21′ 50″ N, 3° 09′ 13″ E / 42.3639°N,3.15353°E                      | bé integrant del patrimoni cultural català | Casa al carrer Cabrafiga, 1       | Modifica les dades a Wikidata |
|        | casa al carrer Gardissó, 2       | Llançà   | casa         | Estil: arquitectura popular                         | 42° 21′ 49″ N, 3° 09′ 11″ E / 42.363697°N,3.153111°E                   | bé integrant del patrimoni cultural català | Casa al carrer Gardissó, 2        | Modifica les dades a Wikidata |
|        | casa al carrer Unió, 7           | Llançà   | casa         | Estil: arquitectura popular                         | 42° 21′ 44″ N, 3° 09′ 02″ E / 42.362205°N,3.150679°E                   | bé integrant del patrimoni cultural català | Casa al carrer Unió, 7            | Modifica les dades a Wikidata |
|        | casa al carrer de la Muralla, 1  | Llançà   | casa         | Estil: arquitectura popular                         | 42° 21′ 47″ N, 3° 09′ 04″ E / 42.3631°N,3.15105°E                      | bé integrant del patrimoni cultural català | Casa al carrer de la Muralla, 1   | Modifica les dades a Wikidata |
|        | casa al carrer de la Muralla, 14 | Llançà   | casa         | Estil: arquitectura popular                         | 42° 21′ 45″ N, 3° 09′ 04″ E / 42.3624°N,3.15098°E                      | bé integrant del patrimoni cultural català | Casa al carrer de la Muralla, 14  | Modifica les dades a Wikidata |
|        | casa al carrer de la Pilota, 3   | Llançà   | casa         | Estil: arquitectura modernista                      | 42° 21′ 47″ N, 3° 09′ 08″ E / 42.363°N,3.1522°E                        | bé integrant del patrimoni cultural català | Casa al carrer de la Pilota, 3    | Modifica les dades a Wikidata |
|        | casa al carrer la Selva, 8       | Llançà   | casa         | Estil: arquitectura popular                         | 42° 21′ 44″ N, 3° 09′ 12″ E / 42.362355°N,3.153266°E                   | bé integrant del patrimoni cultural català | Casa al carrer la Selva, 8        | Modifica les dades a Wikidata |

## edifici
| imatge | Nom                        | Ubicat a | instància de | Detalls                      | coordenades                                                                | Protecció                                  | Commons (més fotos)                 | Dades a WD                    |
| ------ | -------------------------- | -------- | ------------ | ---------------------------- | -------------------------------------------------------------------------- | ------------------------------------------ | ----------------------------------- | ----------------------------- |
|        | Colomar de Venturer        | Llançà   | edifici      | Estil: arquitectura popular  | 42° 20′ 52″ N, 3° 08′ 59″ E / 42.3478°N,3.14962°E                          | bé integrant del patrimoni cultural català |                                     | Modifica les dades a Wikidata |
|        | Hostal La Florida          | Llançà   | edifici      | Estil: arquitectura popular  | 42° 21′ 43″ N, 3° 09′ 07″ E / 42.362°N,3.15208°E                           | bé integrant del patrimoni cultural català | Hostal La Florida                   | Modifica les dades a Wikidata |
|        | antic campanar de la Plaça | Llançà   | edifici      | Estil: arquitectura romànica | 42° 21′ 48″ N, 3° 09′ 07″ E / 42.363415°N,3.151945°E ca:Plaça Major 6 msnm | bé integrant del patrimoni cultural català | Antic campanar de la Plaça (Llançà) | Modifica les dades a Wikidata |
|        | colomar de Clarà           | Llançà   | edifici      | Estil: arquitectura popular  | 42° 20′ 56″ N, 3° 07′ 34″ E / 42.349°N,3.12599°E                           | bé integrant del patrimoni cultural català |                                     | Modifica les dades a Wikidata |

## entitat singular de població
| imatge | Nom        | Ubicat a | instància de                                                                   | Detalls  | coordenades                                                               | Protecció | Commons (més fotos) | Dades a WD                    |
| ------ | ---------- | -------- | ------------------------------------------------------------------------------ | -------- | ------------------------------------------------------------------------- | --------- | ------------------- | ----------------------------- |
|        | Llançà     | Llançà   | entitat singular de població ens local històric de Catalunya capital municipal | 3409 hab | 42° 21′ 45″ N, 3° 09′ 08″ E / 42.36241°N,3.15213°E 6 msnm                 |           |                     | Modifica les dades a Wikidata |
|        | el Port    | Llançà   | entitat singular de població                                                   | 1621 hab | 42° 22′ 14″ N, 3° 09′ 39″ E / 42.37052°N,3.160827°E 2 msnm                |           | El Port (Llançà)    | Modifica les dades a Wikidata |
|        | la Valleta | Llançà   | entitat singular de població ens local històric de Catalunya                   | 18 hab   | 42° 21′ 11″ N, 3° 06′ 32″ E / 42.353055555556°N,3.1088055555556°E 61 msnm |           |                     | Modifica les dades a Wikidata |

## església
| imatge | Nom                            | Ubicat a | instància de | Detalls                                                  | coordenades | Protecció                                  | Commons (més fotos)            | Dades a WD                    |
| ------ | ------------------------------ | -------- | ------------ | -------------------------------------------------------- | --- | ------------------------------------------ | ------------------------------ | ----------------------------- |
|        | Sant Genís del Terrer          | Llançà   | església     | Estil: art preromànic 10th century                       | 42° 21′ 44″ N, 3° 06′ 54″ E / 42.362317°N,3.114961°E ca:Paratge del Terrer 169 msnm                                       | bé integrant del patrimoni cultural català | Sant Genís del Terrer          | Modifica les dades a Wikidata |
|        | Sant Martí de Vallmala         | Llançà   | església     | Estil: arquitectura romànica Estat: parcialment destruït | 42° 23′ 18″ N, 3° 05′ 15″ E / 42.3884°N,3.08758°E ca:Camí que surt de Vilamaniscle i passa pel mas Guantor 307 msnm       |                                            | Sant Martí de Vallmala         | Modifica les dades a Wikidata |
|        | Sant Silvestre de Valleta      | Llançà   | església     | Estil: arquitectura romànica Anomenat per: Silvestre I   | 42° 22′ 12″ N, 3° 05′ 52″ E / 42.37°N,3.097861°E ca:Camí que surt del nucli de Valleta o bé camí GR-11 que surt de Llançà | bé integrant del patrimoni cultural català | Sant Silvestre de Valleta      | Modifica les dades a Wikidata |
|        | Sant Vicenç de Llançà          | Llançà   | església     | Estil: arquitectura barroca                              | 42° 21′ 46″ N, 3° 09′ 06″ E / 42.3629°N,3.15157°E                                                                         | bé integrant del patrimoni cultural català | Sant Vicenç de Llançà          | Modifica les dades a Wikidata |
|        | Santa Maria del Port de Llançà | Llançà   | església     | Estil: arquitectura popular                              | 42° 22′ 07″ N, 3° 09′ 30″ E / 42.3686°N,3.15833°E                                                                         | bé integrant del patrimoni cultural català | Santa Maria del Port de Llançà | Modifica les dades a Wikidata |

## illa
| imatge | Nom                | Ubicat a | instància de | Detalls | coordenades                                                            | Protecció | Commons (més fotos) | Dades a WD                    |
| ------ | ------------------ | -------- | ------------ | ------- | ---------------------------------------------------------------------- | --------- | ------------------- | ----------------------------- |
|        | Illa Plana         | Llançà   | illa         |         | 42° 23′ 22″ N, 3° 10′ 02″ E / 42.38957832869009°N,3.16731870174408°E   |           |                     | Modifica les dades a Wikidata |
|        | Illa Rodona        | Llançà   | illa         |         | 42° 23′ 20″ N, 3° 10′ 04″ E / 42.38896024724693°N,3.1676781177520756°E |           |                     | Modifica les dades a Wikidata |
|        | Illa del Castellar | Llançà   | illa         |         | 42° 22′ 22″ N, 3° 09′ 51″ E / 42.37279418901761°N,3.164115508541845°E  |           |                     | Modifica les dades a Wikidata |

## masia
| imatge | Nom               | Ubicat a          | instància de | Detalls                     | coordenades                                                                                      | Protecció                                  | Commons (més fotos) | Dades a WD                    |
| ------ | ----------------- | ----------------- | ------------ | --------------------------- | ------------------------------------------------------------------------------------------------ | ------------------------------------------ | ------------------- | ----------------------------- |
|        | Mas Coromines     | Llançà            | masia        |                             | 42° 21′ 50″ N, 3° 05′ 51″ E / 42.3639493536398°N,3.09756626918994°E                              |                                            |                     | Modifica les dades a Wikidata |
|        | Mas Guanter       | Llançà la Valleta | masia        |                             | 42° 22′ 50″ N, 3° 05′ 05″ E / 42.3804677139747°N,3.08471564441972°E                              |                                            |                     | Modifica les dades a Wikidata |
|        | Mas d'en Tolsanas | Llançà            | masia        | Estil: arquitectura popular | 42° 22′ 22″ N, 3° 09′ 20″ E / 42.37285°N,3.1556944444444°E                                       |                                            |                     | Modifica les dades a Wikidata |
|        | Mas de Baix       | Llançà            | masia        |                             | 42° 22′ 57″ N, 3° 05′ 01″ E / 42.3826210438829°N,3.08351591016869°E                              |                                            |                     | Modifica les dades a Wikidata |
|        | el Molí           | Llançà            | masia        |                             | 42° 21′ 10″ N, 3° 08′ 04″ E / 42.3526542541984°N,3.13458188070857°E                              |                                            |                     | Modifica les dades a Wikidata |
|        | les Carboneres    | Llançà            | masia        |                             | 42° 22′ 02″ N, 3° 09′ 59″ E / 42.3672294298552°N,3.1663716375703°E                               |                                            |                     | Modifica les dades a Wikidata |
|        | les Esplanes      | Llançà            | masia        |                             | 42° 21′ 44″ N, 3° 09′ 28″ E / 42.3622070804668°N,3.1578455608581°E                               |                                            |                     | Modifica les dades a Wikidata |
|        | mas d'en Guifré   | Llançà            | masia        | Estil: arquitectura popular | 42° 21′ 25″ N, 3° 08′ 47″ E / 42.3569°N,3.14641°E ca:Ribera d'en Prim, camí que surt de la N-260 | bé integrant del patrimoni cultural català | Mas d'en Guifré     | Modifica les dades a Wikidata |

## muntanya
| imatge | Nom                    | Ubicat a                             | instància de | Detalls | coordenades                                                            | Protecció | Commons (més fotos) | Dades a WD                    |
| ------ | ---------------------- | ------------------------------------ | ------------ | ------- | ---------------------------------------------------------------------- | --------- | ------------------- | ----------------------------- |
|        | Montperdut             | Vilajuïga Llançà                     | muntanya     |         | 42° 20′ 44″ N, 3° 06′ 30″ E / 42.345475°N,3.10845278°E 327.1 msnm      |           |                     | Modifica les dades a Wikidata |
|        | Puig Tifell            | Colera Llançà                        | muntanya     |         | 42° 22′ 28″ N, 3° 06′ 42″ E / 42.37440278°N,3.11168611°E 408.7 msnm    |           |                     | Modifica les dades a Wikidata |
|        | Puig d'Esquers         | Colera Llançà                        | muntanya     |         | 42° 23′ 34″ N, 3° 05′ 47″ E / 42.3926797402°N,3.09635933543°E 606 msnm |           | Puig d'Esquers      | Modifica les dades a Wikidata |
|        | Puig de Sant Silvestre | Garriguella Llançà                   | muntanya     |         | 42° 22′ 02″ N, 3° 05′ 28″ E / 42.3671°N,3.09123°E 307 msnm             |           |                     | Modifica les dades a Wikidata |
|        | Puig de la Borda       | Llançà                               | muntanya     |         | 42° 20′ 56″ N, 3° 09′ 43″ E / 42.349°N,3.16186°E 311.2 msnm            |           |                     | Modifica les dades a Wikidata |
|        | Puig de la Folguera    | Llançà                               | muntanya     |         | 42° 22′ 08″ N, 3° 08′ 10″ E / 42.369°N,3.13601°E 162.8 msnm            |           |                     | Modifica les dades a Wikidata |
|        | Puig de les Aigües     | Colera Llançà                        | muntanya     |         | 42° 22′ 35″ N, 3° 07′ 13″ E / 42.376375°N,3.12024167°E 333.3 msnm      |           |                     | Modifica les dades a Wikidata |
|        | Puig del Llop          | Colera Llançà                        | muntanya     |         | 42° 23′ 01″ N, 3° 06′ 13″ E / 42.38357861°N,3.10373333°E 453.8 msnm    |           |                     | Modifica les dades a Wikidata |
|        | Puig del Roure         | Rabós Llançà                         | muntanya     |         | 42° 23′ 46″ N, 3° 04′ 38″ E / 42.39618611°N,3.07726667°E 391.2 msnm    |           |                     | Modifica les dades a Wikidata |
|        | Puig del Vaquer        | Llançà                               | muntanya     |         | 42° 20′ 36″ N, 3° 09′ 57″ E / 42.34343056°N,3.16582222°E 425.5 msnm    |           |                     | Modifica les dades a Wikidata |
|        | Roca de Miralles       | Llançà Vilajuïga el Port de la Selva | muntanya     |         | 42° 20′ 32″ N, 3° 07′ 59″ E / 42.34221944°N,3.13311667°E 278.2 msnm    |           |                     | Modifica les dades a Wikidata |
|        | el Castellar           | Llançà                               | muntanya     |         | 42° 22′ 20″ N, 3° 09′ 51″ E / 42.37218°N,3.16423°E                     |           |                     | Modifica les dades a Wikidata |

## nucli de població
| imatge | Nom                    | Ubicat a | instància de                                           | Detalls  | coordenades                                                         | Protecció | Commons (més fotos) | Dades a WD                    |
| ------ | ---------------------- | -------- | ------------------------------------------------------ | -------- | ------------------------------------------------------------------- | --------- | ------------------- | ----------------------------- |
|        | Cap Ras                | Llançà   | nucli de població                                      |          | 42° 23′ 13″ N, 3° 09′ 26″ E / 42.3870198478004°N,3.15709375092174°E |           |                     | Modifica les dades a Wikidata |
|        | Fener de Baix          | Llançà   | nucli de població                                      |          | 42° 21′ 29″ N, 3° 09′ 40″ E / 42.3579607143948°N,3.16107711781492°E |           | Fener de Baix       | Modifica les dades a Wikidata |
|        | Fener de Dalt          | Llançà   | nucli de població                                      |          | 42° 21′ 14″ N, 3° 10′ 01″ E / 42.3539897607657°N,3.16685883019012°E |           | Fener de Dalt       | Modifica les dades a Wikidata |
|        | Grifeu                 | Llançà   | nucli de població                                      |          | 42° 23′ 00″ N, 3° 09′ 17″ E / 42.3834567642738°N,3.15465528264101°E |           |                     | Modifica les dades a Wikidata |
|        | Setcases               | Llançà   | nucli de població nucli d'entitat singular de població | 20 hab   | 42° 22′ 02″ N, 3° 09′ 02″ E / 42.367158°N,3.150645°E 18 msnm        |           |                     | Modifica les dades a Wikidata |
|        | els Estanys-Sant Genís | Llançà   | nucli de població                                      |          | 42° 22′ 42″ N, 3° 08′ 45″ E / 42.378371599635°N,3.1458437017693°E   |           |                     | Modifica les dades a Wikidata |
|        | l'Argilera             | Llançà   | nucli de població                                      |          | 42° 22′ 33″ N, 3° 09′ 27″ E / 42.37584°N,3.15738°E                  |           |                     | Modifica les dades a Wikidata |
|        | la Bateria             | Llançà   | nucli de població nucli d'entitat singular de població | 1049 hab | 42° 21′ 50″ N, 3° 09′ 05″ E / 42.36391024°N,3.15137061°E 5 msnm     |           |                     | Modifica les dades a Wikidata |
|        | la Coma                | Llançà   | nucli de població nucli d'entitat singular de població | 212 hab  | 42° 21′ 01″ N, 3° 09′ 34″ E / 42.35031792°N,3.15936385°E 210 msnm   |           |                     | Modifica les dades a Wikidata |
|        | la Farella             | Llançà   | nucli de població                                      |          | 42° 21′ 55″ N, 3° 09′ 43″ E / 42.3653174697009°N,3.16194602004824°E |           |                     | Modifica les dades a Wikidata |

## platja
| imatge | Nom                           | Ubicat a | instància de                               | Detalls                   | coordenades                                                           | Protecció | Commons (més fotos)           | Dades a WD                    |
| ------ | ----------------------------- | -------- | ------------------------------------------ | ------------------------- | --------------------------------------------------------------------- | --------- | ----------------------------- | ----------------------------- |
|        | Platja Gran del Futaner       | Llançà   | platja platja nudista                      | Llarg: 60m Ample: 10m     | 42° 23′ 17″ N, 3° 09′ 51″ E / 42.38814°N,3.1642°E                     |           | Platja Gran del Futaner       | Modifica les dades a Wikidata |
|        | Platja Petita del Futaner     | Llançà   | platja platja nudista                      | Llarg: 16m Ample: 14m     | 42° 23′ 19″ N, 3° 09′ 54″ E / 42.38858°N,3.16495°E                    |           | Platja Petita del Futaner     | Modifica les dades a Wikidata |
|        | Platja Sota del Parador       | Llançà   | platja                                     | Llarg: 30m Ample: 5m      | 42° 22′ 48″ N, 3° 09′ 18″ E / 42.38004°N,3.15513°E                    |           |                               | Modifica les dades a Wikidata |
|        | platja de Bramant             | Llançà   | platja                                     | Llarg: 200m Ample: 15m    | 42° 23′ 10″ N, 3° 09′ 45″ E / 42.38603°N,3.16249°E                    |           | Platja de Bramant             | Modifica les dades a Wikidata |
|        | platja de Canyelles           | Llançà   | platja platja de sorra negra codolar       | Llarg: 380m Ample: 17m    | 42° 23′ 08″ N, 3° 09′ 36″ E / 42.38546°N,3.16009°E                    |           | Platja de Canyelles (Llançà)  | Modifica les dades a Wikidata |
|        | platja de Sant Jordi          | Llançà   | platja                                     | Llarg: 95m Ample: 13m     | 42° 22′ 40″ N, 3° 09′ 23″ E / 42.37771°N,3.15635°E                    |           |                               | Modifica les dades a Wikidata |
|        | platja de Sota d'en Canals    | Llançà   | platja                                     | Llarg: 100m Ample: 20m    | 42° 22′ 59″ N, 3° 09′ 27″ E / 42.38292799587981°N,3.157565369489979°E |           |                               | Modifica les dades a Wikidata |
|        | platja de l'Alguer (Llançà)   | Llançà   | platja                                     | Llarg: 27m Ample: 9m      | 42° 22′ 44″ N, 3° 09′ 18″ E / 42.37883°N,3.15498°E                    |           |                               | Modifica les dades a Wikidata |
|        | platja de l'Argilera          | Llançà   | platja                                     | Llarg: 44m Ample: 14m     | 42° 22′ 35″ N, 3° 09′ 26″ E / 42.37643°N,3.15714°E                    |           |                               | Modifica les dades a Wikidata |
|        | platja de l'Embarril          | Llançà   | platja                                     | Llarg: 70m Ample: 8m      | 42° 22′ 04″ N, 3° 10′ 00″ E / 42.36769°N,3.1667°E                     |           | Platja de l'Embarril          | Modifica les dades a Wikidata |
|        | platja de la Farella          | Llançà   | platja platja de sorra negra platja urbana | Llarg: 112m Ample: 28m    | 42° 21′ 54″ N, 3° 09′ 48″ E / 42.36505°N,3.163315°E                   |           | Platja de la Farella          | Modifica les dades a Wikidata |
|        | platja de la Farella del Mig  | Llançà   | platja                                     | Llarg: 97m Ample: 15m     | 42° 21′ 51″ N, 3° 09′ 47″ E / 42.36407°N,3.16301°E                    |           | Platja de la Farella del Mig  | Modifica les dades a Wikidata |
|        | platja de la Gola             | Llançà   | platja                                     | Llarg: 264m Ample: 17m    | 42° 22′ 17″ N, 3° 09′ 53″ E / 42.37143°N,3.16466°E                    |           | Platja de la Gola (Llançà)    | Modifica les dades a Wikidata |
|        | platja de les Carboneres      | Llançà   | platja                                     | Llarg: 25m Ample: 20m     | 42° 22′ 09″ N, 3° 09′ 56″ E / 42.36914°N,3.16556°E                    |           | Platja de les Carboneres      | Modifica les dades a Wikidata |
|        | platja de les Titarolites     | Llançà   | platja                                     | Llarg: 45m Ample: 8m      | 42° 21′ 56″ N, 3° 09′ 52″ E / 42.36562°N,3.1644°E                     |           | Platja de les Titarolites     | Modifica les dades a Wikidata |
|        | platja de les Tonyines        | Llançà   | platja                                     | Llarg: 90m Ample: 25m     | 42° 21′ 47″ N, 3° 09′ 47″ E / 42.36319°N,3.16311°E                    |           |                               | Modifica les dades a Wikidata |
|        | platja del Cau del Llop       | Llançà   | platja platja de sorra negra               | Llarg: 200m Ample: 20m    | 42° 21′ 39″ N, 3° 09′ 46″ E / 42.360799999967°N,3.162800000171°E      |           | Platja del Cau del Llop       | Modifica les dades a Wikidata |
|        | platja del Cros               | Llançà   | platja                                     | Llarg: 110m Ample: 10m    | 42° 23′ 03″ N, 3° 09′ 32″ E / 42.38413°N,3.15878°E                    |           | Platja del Cros               | Modifica les dades a Wikidata |
|        | platja del Molló (Llançà)     | Llançà   | platja                                     | Llarg: 65m Ample: 10m     | 42° 21′ 44″ N, 3° 09′ 51″ E / 42.36231°N,3.16415°E                    |           |                               | Modifica les dades a Wikidata |
|        | platja del Morer              | Llançà   | platja                                     | Llarg: 80m Ample: 8m      | 42° 21′ 58″ N, 3° 09′ 54″ E / 42.36624°N,3.16512°E                    |           | Platja del Morer (Llançà)     | Modifica les dades a Wikidata |
|        | platja del Port               | Llançà   | platja platja de sorra negra platja urbana | Llarg: 425m Ample: 20 30m | 42° 22′ 17″ N, 3° 09′ 36″ E / 42.37129999979°N,3.1601000003968°E      |           | Platja del Port de Llançà     | Modifica les dades a Wikidata |
|        | platja del Racó del Bell Fons | Llançà   | platja                                     | Llarg: 4m Ample: 25m      | 42° 21′ 28″ N, 3° 10′ 07″ E / 42.357754°N,3.168747°E                  |           | Platja del Racó del Bell Fons | Modifica les dades a Wikidata |

## pont
| imatge | Nom                             | Ubicat a | instància de | Detalls                                                                | coordenades                                                         | Protecció                                  | Commons (més fotos) | Dades a WD                    |
| ------ | ------------------------------- | -------- | ------------ | ---------------------------------------------------------------------- | ------------------------------------------------------------------- | ------------------------------------------ | ------------------- | ----------------------------- |
|        | Pont de Valleta                 | Llançà   | pont         |                                                                        | 42° 21′ 12″ N, 3° 06′ 34″ E / 42.3532485000553°N,3.10932756269574°E |                                            |                     | Modifica les dades a Wikidata |
|        | pont del Ferrocarril de Valleta | Llançà   | pont         | Estil: arquitectura del ferro Hi passa: línia Barcelona-Girona-Portbou | 42° 20′ 53″ N, 3° 07′ 37″ E / 42.3481°N,3.1269°E                    | bé integrant del patrimoni cultural català |                     | Modifica les dades a Wikidata |

## serra
| imatge | Nom                          | Ubicat a                        | instància de | Detalls | coordenades                                                       | Protecció | Commons (més fotos) | Dades a WD                    |
| ------ | ---------------------------- | ------------------------------- | ------------ | ------- | ----------------------------------------------------------------- | --------- | ------------------- | ----------------------------- |
|        | serra de Terrols             | Llançà                          | serra        |         | 42° 21′ 42″ N, 3° 06′ 34″ E / 42.3616°N,3.10931°E 235.4 msnm      |           |                     | Modifica les dades a Wikidata |
|        | serra de l'Estela            | Llançà el Port de la Selva      | serra        |         | 42° 20′ 34″ N, 3° 08′ 43″ E / 42.34268333°N,3.14514722°E 467 msnm |           |                     | Modifica les dades a Wikidata |
|        | serra de la Baga d'en Ferran | Garriguella Llançà Vilamaniscle | serra        |         | 42° 22′ 43″ N, 3° 04′ 54″ E / 42.3785°N,3.08173°E 335 msnm        |           |                     | Modifica les dades a Wikidata |
|        | serra del Socarrador         | Colera Llançà                   | serra        |         | 42° 22′ 58″ N, 3° 08′ 08″ E / 42.3828°N,3.13556°E 408.7 msnm      |           |                     | Modifica les dades a Wikidata |

## Misc
| imatge | Nom                                   | Ubicat a                                                                                                  | instància de                                    | Detalls                                                                                                  | coordenades                                                              | Protecció                                                   | Commons (més fotos)             | Dades a WD                    |
| ------ | ------------------------------------- | --- | ----------------------------------------------- | --- | ------------------------------------------------------------------------ | ----------------------------------------------------------- | ------------------------------- | ----------------------------- |
|        | Arbre de la Llibertat                 | Llançà | arbre singular                                  | Estil: arquitectura popular Taxon: plàtan (Platanus ×hispanica) Ample: 12.5m Alt: 11.5m Perímetre: 3.48m | 42° 21′ 48″ N, 3° 09′ 07″ E / 42.3633°N,3.15203°E ca:Pl. Major 6 msnm    | bé integrant del patrimoni cultural català arbre monumental | L'Arbre de la Llibertat         | Modifica les dades a Wikidata |
|        | CEIP Pompeu Fabra                     | Llançà | edifici escolar                                 | Estil: arquitectura popular                                                                              | 42° 21′ 35″ N, 3° 09′ 15″ E / 42.3598°N,3.15419°E                        | bé integrant del patrimoni cultural català                  | CEIP Pompeu Fabra (Llançà)      | Modifica les dades a Wikidata |
|        | Castell de Llançà                     | Llançà | castell                                         | | 42° 21′ 46″ N, 3° 09′ 05″ E / 42.3628°N,3.15147°E                        | bé d'interès cultural bé cultural d'interès nacional        | Castell de Llançà               | Modifica les dades a Wikidata |
|        | Conjunt de la Valleta                 | Llançà la Valleta                                                                                         | centre històric                                 | Estil: arquitectura popular                                                                              | 42° 21′ 13″ N, 3° 06′ 37″ E / 42.3537°N,3.11024°E                        | bé integrant del patrimoni cultural català                  | Conjunt de Valleta              | Modifica les dades a Wikidata |
|        | Embarcador d'Els Estanys-Sant Carles  | Llançà | moll                                            | | 42° 22′ 28″ N, 3° 09′ 29″ E / 42.37443277899822°N,3.1579953505089335°E   |                                                             |                                 | Modifica les dades a Wikidata |
|        | Espigó de la Pelandriu                | Llançà | espigó                                          | | 42° 22′ 27″ N, 3° 09′ 53″ E / 42.37427902427019°N,3.1648349761962895°E   |                                                             | Espigó de la Pelandriu          | Modifica les dades a Wikidata |
|        | Estació de Llançà                     | Llançà | estació de ferrocarril edifici                  | | 42° 22′ 00″ N, 3° 08′ 56″ E / 42.366638888888886°N,3.149°E               |                                                             | Llançà train station            | Modifica les dades a Wikidata |
|        | Massís de l'Albera                    | Vilamaniscle Cantallops Colera Espolla Garriguella la Jonquera Llançà Portbou Rabós Sant Climent Sescebes | Pla d'Espais d'Interès Natural àrea protegida   | 1992 Superfície: 16378.90093ha                                                                           |                                                                          |                                                             |                                 | Modifica les dades a Wikidata |
|        | Monument als donants de sang a Llançà | Llançà | monument                                        | 2004-01-25 Anomenat per: donant de sang                                                                  | 42° 21′ 53″ N, 3° 09′ 00″ E / 42.36465°N,3.1501°E                        |                                                             |                                 | Modifica les dades a Wikidata |
|        | Parc Natural del Cap de Creus         | el Port de la Selva Llançà Palau-saverdera Pau Roses la Selva de Mar Vilajuïga                            | àrea protegida àrea protegida Natura 2000       | 1998-03-12 1998 Superfície: 13924.13221ha                                                                | 42° 18′ N, 3° 13′ E / 42.3°N,3.22°E                                      |                                                             | Cap de Creus Natural Park       | Modifica les dades a Wikidata |
|        | Port de Llançà                        | Llançà | port esportiu port pesquer                      | | 42° 22′ 21″ N, 3° 09′ 46″ E / 42.37246°N,3.16271°E                       |                                                             | Port de Llançà                  | Modifica les dades a Wikidata |
|        | Torre del Palau de l'Abat             | Llançà | torre de defensa                                | | 42° 21′ 47″ N, 3° 09′ 04″ E / 42.3630356968269°N,3.15111986375742°E      |                                                             |                                 | Modifica les dades a Wikidata |
|        | Zona industrial Madres                | Llançà | polígon industrial                              | | 42° 21′ 38″ N, 3° 08′ 25″ E / 42.360572955143°N,3.14014836586085°E       |                                                             |                                 | Modifica les dades a Wikidata |
|        | cap Ras                               | Colera Llançà                                                                                             | cap                                             | | 42° 23′ 20″ N, 3° 10′ 02″ E / 42.38885°N,3.16732°E                       |                                                             |                                 | Modifica les dades a Wikidata |
|        | casa consistorial de Llançà           | Llançà | casa consistorial                               | Estil: noucentisme                                                                                       | 42° 21′ 57″ N, 3° 09′ 16″ E / 42.3659°N,3.15436°E                        | bé integrant del patrimoni cultural català                  | Ajuntament de Llançà            | Modifica les dades a Wikidata |
|        | creu de terme de Llançà               | Llançà | creu de terme                                   | | 42° 22′ 07″ N, 3° 09′ 30″ E / 42.36868205407202°N,3.1584296341007487°E   |                                                             | Creu de terme de Llançà         | Modifica les dades a Wikidata |
|        | font de la plaça Major                | Llançà | font                                            | Estil: arquitectura popular                                                                              | 42° 21′ 48″ N, 3° 09′ 08″ E / 42.3632°N,3.15222°E ca:Plaça Major         | bé integrant del patrimoni cultural català                  | Font de la plaça Major (Llançà) | Modifica les dades a Wikidata |
|        | la Corralassa                         | Llançà | carrer                                          | | 42° 21′ 48″ N, 3° 09′ 04″ E / 42.3632°N,3.15122°E ca:Carrer Dins la Vila | bé integrant del patrimoni cultural català                  | La Corralassa                   | Modifica les dades a Wikidata |
|        | mar Mediterrània                      | | mar interior mar mediterrani conca hidrogràfica | Superfície: 2500000km² Profunditat: 5267 1541m Volum: 3839000km³                                         | 38° N, 17° E / 38°N,17°E 0 msnm                                          |                                                             | Mediterranean Sea               | Modifica les dades a Wikidata |
|        | pedrera Llansà                        | Llançà | pedrera                                         | | 42° 21′ 19″ N, 3° 07′ 51″ E / 42.3553425613967°N,3.13070201284465°E      |                                                             |                                 | Modifica les dades a Wikidata |
|        | platja de Grifeu                      | Llançà | platja d'arena daurada                          | Llarg: 170m Ample: 30m                                                                                   | 42° 22′ 53″ N, 3° 09′ 21″ E / 42.381400000321°N,3.155799999592°E         |                                                             | Platja de Grifeu                | Modifica les dades a Wikidata |
|        | torre de la plaça de la Torre         | Llançà | molí de vent                                    | Estil: arquitectura popular                                                                              | 42° 21′ 42″ N, 3° 09′ 01″ E / 42.3617°N,3.15021°E ca:plaça de la Torre   | bé integrant del patrimoni cultural català                  | Torre de la plaça de la Torre   | Modifica les dades a Wikidata |
|        | torre del Castellar                   | Llançà | torre de sentinella                             | Estil: arquitectura popular                                                                              | 42° 22′ 22″ N, 3° 09′ 53″ E / 42.3727°N,3.1648°E                         | bé integrant del patrimoni cultural català                  | Torre del Castellar             | Modifica les dades a Wikidata |